# Iwan Bałan
Iwan Dmytrowycz Bałan (ukr. Іван Дмитрович Балан, ros. Иван Дмитриевич Балан, Iwan Dmitrijewicz Bałan; ur. 1 czerwca 1949 w Małej Wysce) – ukraiński piłkarz pochodzenia rumuńskiego, grający na pozycji bramkarza, trener piłkarski.

## Kariera piłkarska

### Kariera klubowa
W latach 1972–1980 bronił bramki w klubie Sudnobudiwnyk Mikołajów.

## Kariera trenerska
Po zakończeniu kariery piłkarskiej od 1985 pracował w sztabie szkoleniowym Sudnobudiwnyka Mikołajów, najpierw pomagając trenować, a potem prowadząc mikołajowski klub. Następnie prowadził zespoły Torpedo Zaporoże, Krystał Chersoń i Tawrija Symferopol. W 2001 został zaproszony do mariupolskiego Metałurha, w którym pomagał Mykołowi Pawłowu trenować drużynę. Po tym jak w listopadzie 2004 trener Pawłow przez niecenzurowane słowa został zawieszony, objął drużynę, z którą pracował do marca 2007. W grudniu 2007 po dymisji Semena Altmana pełnił obowiązki głównego trenera klubu. Od stycznia 2008 ponownie pomaga Pawłowu trenować tym razem Worskłę Połtawa. Latem 2012 razem z Pawłowym przeniósł się do sztabu szkoleniowego Illicziwca Mariupol. 29 lipca 2015 został mianowany na stanowisko dyrektora MFK Mikołajów.

## Sukcesy i odznaczenia

### Sukcesy klubowe
- mistrz Ukraińskiej SRR: 1974
- brązowy medalista Mistrzostw Ukraińskiej SRR: 1973

### Sukcesy trenerskie
- wicemistrz Ukraińskiej SRR: 1990
- brązowy medalista Mistrzostw Ukraińskiej SRR: 1985
- 4. miejsce Mistrzostw Ukrainy: 2006
- zdobywca Pucharu Ukrainy: 2009

### Odznaczenia
- tytuł Zasłużonego Trenera Ukrainy: 2001